# Qualcosa di meglio
Qualcosa di meglio  è un album del cantautore italiano Sergio Endrigo, pubblicato dall'etichetta discografica Grd nel 1993.
L'album, stampato per una piccola etichetta, non ha mai più visto ristampe e attualmente risulta essere tra i dischi più rari di Endrigo, oltre che molto ambito dai collezionisti.

## Tracce
1. Qualcosa di meglio
2. Com'è lontana Bahia
3. Trasloco
4. Parlare d'amore
5. Donna pubblicità
6. Bassi fondali
7. Il diavolo c'è
8. Fare festa

## Formazione
- Sergio Endrigo – voce
- Ivano Lambertucci – tastiera, programmazione, sintetizzatore
- Mauro Dolci – basso, contrabbasso
- Ellade Bandini – batteria
- Michele Ascolese – chitarra acustica, bouzouki, chitarra classica, chitarra battente
- Natalio Mangalavite – pianoforte
- Peppe Consolmagno – percussioni
- Antonio Marangolo – tastiera, sassofono baritono, sassofono soprano
- Luciano Girardengo – violoncello
- Mirco Marchelli – tromba
- Maurizio Massetti – flauto